# Weatherford (Texas)
Weatherford is een plaats (city) in de Amerikaanse staat Texas, en valt bestuurlijk gezien onder Parker County.

## Demografie
Bij de volkstelling in 2000 werd het aantal inwoners vastgesteld op 19.000.
In 2006 is het aantal inwoners door het United States Census Bureau geschat op 24.630, een stijging van 5630 (29.6%).

## Geografie
Volgens het United States Census Bureau beslaat de plaats een oppervlakte van
58,7 km², waarvan 54,1 km² land en 4,6 km² water.

## Plaatsen in de nabije omgeving
De onderstaande figuur toont nabijgelegen plaatsen in een straal van 16 km rond Weatherford.

## Geboren
- William Hood Simpson (1888 - 1980), generaal
- Mary Martin (1913 - 1990), zangeres en actrice